# إفطار رمضان

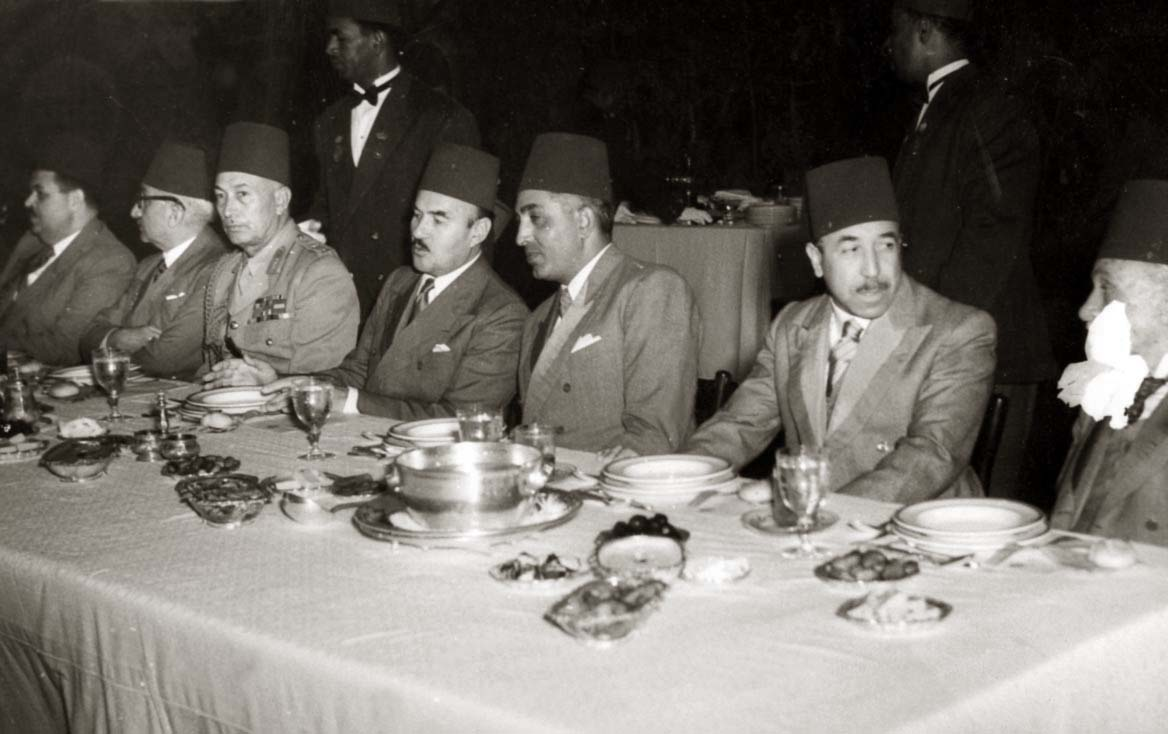
مائدة إفطار الملك فاروق لوزراءه

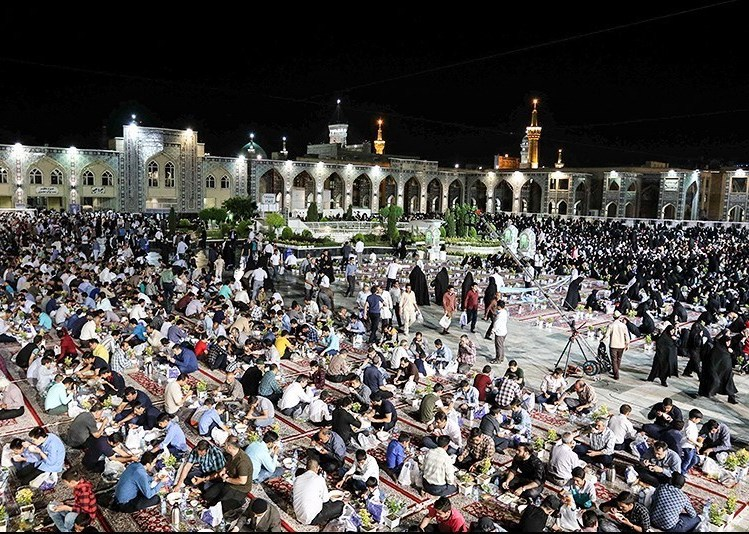
مائدات الإفطار تستقبل الصائمين في الحضرة الرضوية في مدينة مشهد، إيران

إفطار رمضان أو الإفطار في رمضان هو قطع الصوم بتعاطي مفطر، فالصوم هو الإمساك عن المفطرات، والإفطار هو قطع الصوم إما بإفساد الصوم قبل حلول زمن الإفطار ــ وله أحكام مفصلة في علم الفقه ــ وإما بالتحلل من الصوم وقت غروب الشمس، وقد يطلق لفظ «الإفطار» على الوجبة التي يتناولها المسلم؛ ليفطر بعد صيام نهار شهر رمضان ويدخل وقته بتحقق غروب الشمس الذي يرفع بعده أذان المغرب مباشرة.

## الإفطار
الإفطار هو تعاطي مفطر كالطعام والشراب، ويطلق على ما يتعاطاه الشخص بعد الإمساك، وقد يستعمل بمعنى وجبة الإفطار التي يتناولها الشخص في أول النهار؛ لأنها تكون غالبا بعد إمساك عن الأكل والشرب.

### إفطار الصائم
إفطار الصائم حال كونه متلبسا بعبادة الصوم هو قطع الصوم بتعاطي مفطر، فالصوم بالمعنى الشرعي هو الإمساك عن المفطرات من طلوع الفجر إلى غروب الشمس سواء كان في رمضان أو في غيره، والإفطار هو قطع هذا الصوم، بتعاطي مفطر من مفطرات الصوم.

## أحكام الإفطار
إفطار الصائم (أي: المتلبس بالصوم بعد الشروع فيه بالنية) هو قطع الصوم، والخروج من حال الإمساك، إما أن يكون في رمضان أو في غيره، وفي الحالين إما أن يكون وقت حلول الوقت أو قبله.

### الإفطار عند حلول الوقت
هو الإفطار بعد انتهاء الوقت المحدد شرعا للصوم، بتحقق غروب الشمس، وهو بمعنى: التحلل من العبادة، والخروج من الحالة التعبدية، فكما أن التحلل في الصلاة يحصل بالتسليم، والتحلل في الحج أو غيره من العبادات يحصل بشيء مخصوص، كذلك التحلل من الصوم يحصل بالإفطار بعد غروب الشمس، وتعاطي مفطر بعد الغروب قد لا يكون حتميا في كل الأحوال؛ لأن الإفطار حينئذ مستحب إلا إذا تعمد مواصلة الصيام، أو قصد به التعبد، فيلزمه تعاطي مفطر؛ للنهي عن الوصال وهو للتحريم (وللكراهة عند الجمهور).

### الإفطار في نهار الصوم
الإفطار قبل حلول وقته بغروب الشمس، بمعنى: قطع الصوم.
1. في غير رمضان: لا يحرم قطعه إن كان تطوعا.
2. في نهار رمضان: يحرم إبطال الصوم إلا لعذر.

## المستحب في الإفطار
البداية يكون الإفطار على الرطب ثم التمر ثم الماء.

## الحكمة من الإفطار على التمر والماء

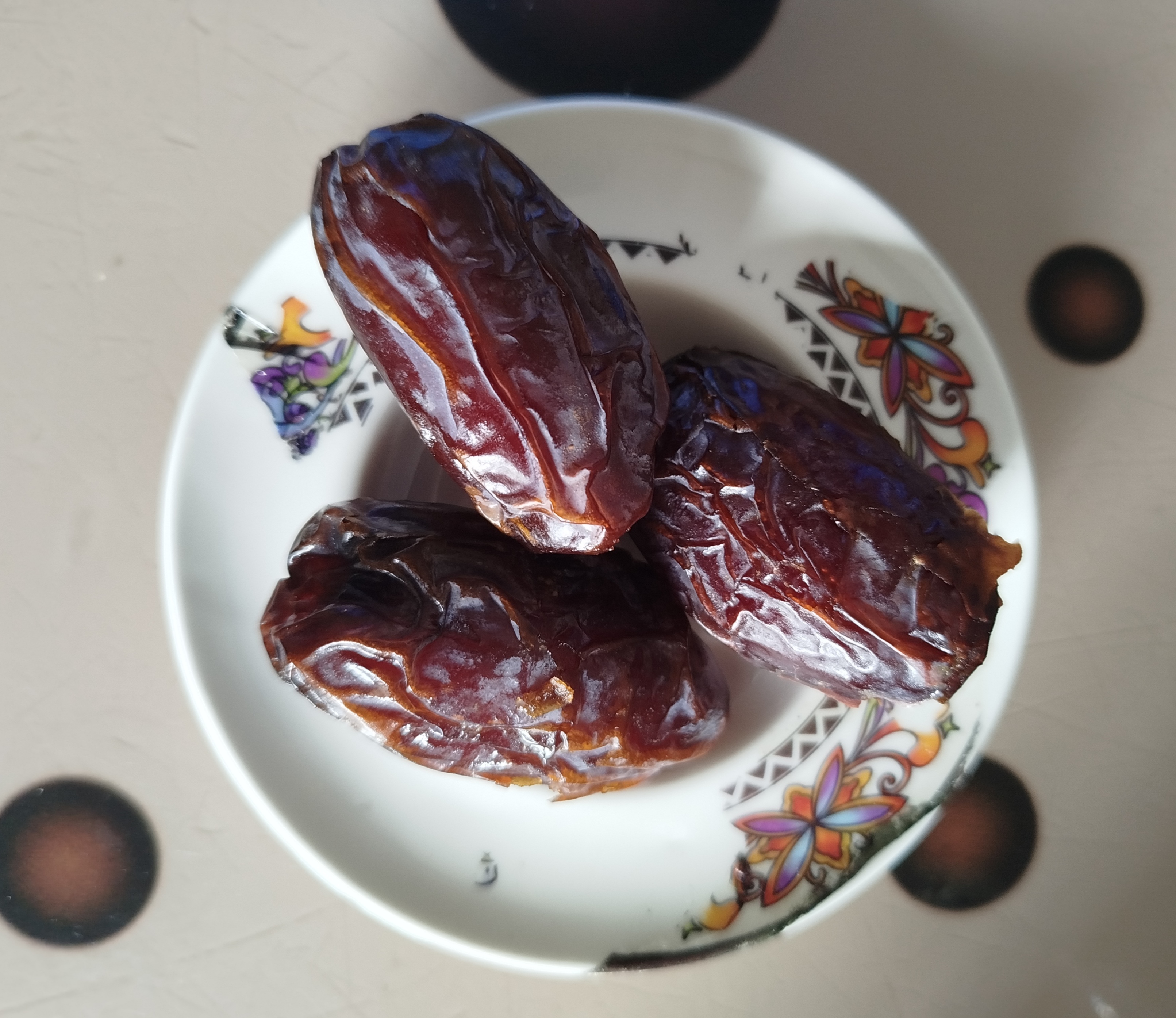
حبات تمر، من السنة النبوية الإفطار في رمضان على التمر والماء

قال رسول الله ﷺ: «إذا أفطرَ أحدُكُم فليفطِرْ على تمرٍ، فإنَّهُ برَكَةٌ، فإن لَم يجدْ تمرًا فالماءُ فإنَّهُ طَهور».
«وكان رسول الله ﷺ يفطر قبل أن يصلي على رطبات فإن لم تكن رطبات فتميرات فإن لم تكن تميرات حسا حسوات من الماء».
```
فاختيار الرسول 
ﷺ
 للرطب والتمر والماء ليفطر عليها الصائم فيه
```

نظرة ثاقبة وتوافق تام مع النصائح الطبية وهذا لم يكن ليتأتى لولا إلهام الله سبحانه وتعالى لنبيه الكريم {{صلى الله عليه
```
وسلم}} بهذا الاختيار، فمن المعروف أن الصائم عند نهاية صومه يكون في أشد الحاجة لعاملين مهمين أولهما مصدر
```

غذائي لتوليد الطاقة بصورة عاجلة جداً والثاني تأمين مصدر مائي لتعويض النقص، وهذا العاملان متوفران في الرطب
والتمر. فالرطب يحتوي على نسبة عالية من السكريات الأحادية والثنائية الجلوكوز والسكروز بما لا يقل عن ربع إلى
نصف وزن الحبة الواحدة من الرطب و65-70% ماء ونسبة بسيطة من الألياف والبروتينات ونسبة زهيدة جداً من
الدهنيات النباتية، والتمر يختلف قليلاً عن الرطب بزيادة نسبة السكر فيه والتي تصل من نصف إلى ثلاثة أرباع وزن حبة
التمر وقلة نسبة الماء التي تصل إلى ربع الوزن تقريباً. يتضح جلياً من ذلك أن الرطب والتمر بهما نسبة كبيرة من
السكريات ومن الماء وسكر التمر من السكريات البسيطة السهلة والسريعة الامتصاص أي أنه خلال دقائق يمتص السكر
ويصل إلى الدم عكس السكريات المركبة أو المستخلصة من النشاء وهذا يعني تحسين مستوى السكر في الدم بسرعة،
لأنه لو عوضنا ذلك مثلاً بالخبز أو الرز فهذا يحتاج وقتاً أطول لاستخلاص وتحويل السكريات إلى مركبات بسيطة بمعنى
أن وقت الصوم قد طال حتى لو كان الصائم قد أفطر وملأ بطنه، ولا ننسى ما يحتويه الرطب والتمر من ألياف غذائية
طبيعية تساعد حركة الأمعاء وتقاوم الإمساك. أما الماء فهو ضروري جداً لإعادة الحياة إلى الأنسجة الجافة، كذلك فهو
يعادل الدم المركز ويمنع بإذن الله حدوث التخثر كما أنه يفيد من لديه قابلية لتكون حصوات الكلى بإذابة الأملاح ومنع
ترسبها.

## الاكتفاء بإفطار خفيف قبل الصلاة
من الأفضل الاكتفاء بالتمر وبعض
السوائل كالقهوة والماء أو العصير مثلاً ثم الذهاب لأداء صلاة المغرب ومن ثم العودة لإكمال الإفطار، والرسول صلى الله
عليه وسلم كان يعجل فطره ويعجل صلاة المغرب ويقدمها على إكمال الإفطار وهذا الهدي يتوافق تماماً مع النصح الطبي،
فبعد أكل التمر وشرب الماء تترك المعدة والأمعاء لفترة 10-15 دقيقة وهو وقت الصلاة لتعمل على الامتصاص واستخلاص
السكر ويكون الامتصاص أكثر ما يكون عندما تكون المعدة والأمعاء خاليتين، هذه الدقائق كفيلة برفع نسبة السكر في الدم
إلى المستوى الطبيعي وهذا يؤدي إلى عودة نشاط الجسم وحيويته وأيضاً يزيل الشعور بالجوع فعندما يعود المسلم لإكمال
إفطاره، ونتيجة لعدم الإحساس بالجوع الشديد، تجده لا يأكل بنهم وشراهة فيملأ بطنه ثم يتعب، بينا لو استمر في الأكل
بعد أكل التمر وقبل الصلاة لملأ بطنه كثيراً قبل أن يشعر بالشبع وعندما يزول الإحساس بالجوع يكون قد ملأ معدته وقد لا
يستطيع الحراك ويشعر بالخمول والضعف، أضف إلى ذلك أن المعدة التي كانت شبه نائمة أثناء الصوم تحتاج من يوقظها
برفق لتؤدي عملها على الوجه المطلوب وليس بسرعة وبكمية كبيرة ما ينتج عنه التلبك والتخمة.
[بحاجة لمصدر]

## تنوع الإفطار
بعد الإفطار بالتمر والماء وهو الذي يتفق عليه المسلمون في أنحاء الأرض. يكون هناك تنوع كبير بين الأقطار الإسلامية وحسب ثقافة البلاد الغذائية.